# Liste der Bodendenkmäler in Hallenberg
Die Liste der Bodendenkmäler in Hallenberg enthält die denkmalgeschützten unterirdischen baulichen Anlagen, Reste oberirdischer baulicher Anlagen, Zeugnisse tierischen und pflanzlichen Lebens und paläontologischen Reste auf dem Gebiet der Stadt Hallenberg im Hochsauerlandkreis in Nordrhein-Westfalen (Stand: September 2020). Diese Bodendenkmäler sind in Teil B der Denkmalliste der Stadt Hallenberg eingetragen; Grundlage für die Aufnahme ist das Denkmalschutzgesetz Nordrhein-Westfalen (DSchG NRW).
| Bild | Bezeichnung                | Lage                       | Beschreibung | Bauzeit | Eingetragen seit | Denkmal- nummer |
| ---- | -------------------------- | -------------------------- | ------------ | ------- | ---------------- | --------------- |
| BW   | Freier Stein               | Liesen Breidenweg Karte    |              |         | 23.05.1984       | 1               |
| BW   | Stolzenberg                | Hesborn Am Bückling Karte  |              |         | 13.12.1984       | 2               |
| BW   | Ortswüstung Vredelinchusen | Hallenberg Stimmbach Karte |              |         | 12.06.2017       | 3               |
| BW   | Ortswüstung Schmidinchusen | Hesborn Liesetal Karte     |              |         | 23.11.2016       | 4               |